# The Inbetweeners 2
The Inbetweeners 2 is Britse komedie uit 2014. Het is de sequel van The Inbetweeners Movie wat een vervolg is op de komedieserie The Inbetweeners. De film is geschreven en geregisseerd door de bedenkers van de komedieserie Damon Beesley en Iain Morris. Het verhaal speelt zich af in Australië waar de vrienden elkaar weer ontmoeten.
De film ging op 6 augustus in Groot-Brittannië in première. Op de eerste dag haalde de fim 2,7 miljoen pond op, een record voor een komische film, ook had de film het beste openingsweekend van 2014 tot dan toe met 12,5 miljoen pond.

## Verhaal
Sinds de vorige film zijn de relaties van Will (Simon Bird), Neil (Blake Harrison) en Jay (James Buckley) voorbij. Alleen Simon (Joe Thomas) heeft nog een relatie met Lucy (Tamla Kari), al is hij daar niet heel gelukkig mee. Simon en Will zijn ongelukkig op de universiteit en Neil werkt bij een bank. Jay heeft een tussenjaar en zit in Australië. Hij maakt de anderen wijs dat hij een DJ is met een discotheek en nu in een groot huis woont. Ook nodigt hij ze uit om hem te bezoeken in de paasvakantie.
Als ze in Australië aankomen blijkt dat Jay bij de toiletten werkt en in de voortuin van zijn oom Bryan (David Field) in een tent slaapt. Will komt in de discotheek Katie (Emily Berrington) tegen, een oude vriend van zijn vorige school. Ze nodigt hem uit om met haar mee te gaan. Simon skypt met zijn vriendin en wil de relatie afbreken, maar door tussenkomst van de oom van Jay is hij nu met haar verloofd.
Nadat Will indruk wil maken op Katie door zich ook als een backpacker voor te doen gaan de vrienden naar een waterpark waar Jay hoopt om zijn ex-vriendin Jane (Lydia Rose Bewley) te zien, maar ze werkt daar niet meer. Als ze door de hulp van Lucy erachter komen waar ze wel werkt gaan ze op weg. Behalve Will, die gaat op reis met Katie, maar hij heeft moeite om zich aan te passen aan het reisgezelschap en als hij hoort dat Katie met meerdere jongens gaat vertrekt hij de volgende dag uit de jeugdherberg.
Als de vier op weg gaan naar Jane raakt hun auto zonder benzine en komen ze vast te zitten in de woestijn. Ze denken dat ze daar dood zullen gaan, maar worden dan gered door Jane en haar collega's. Jane waardeert de poging van Jay, maar gaat niet opnieuw een relatie met hem aan. Wanneer de jongens terug zijn bij het huis van Bryan zijn ook hun ouders overgevlogen. Daar zien ze ook Mr. Gilbert (Greg Davies), hun oude decaan, die nu een relatie heeft met de moeder van Will (Belinda Stewart-Wilson). Lucy vertelt via skype dat ze de verloving verbreekt en nu een andere relatie heeft. Nu de vier opnieuw vrijgezel zijn reizen ze door naar Vietnam. Bij thuiskomst blijkt dat de moeder van Will nu verloofd is met Mr. Gilbert.

## Rolverdeling
- Simon Bird als Will McKenzie
- James Buckley als Jay Cartwright
- Blake Harrison als Neil Sutherland
- Joe Thomas als Simon Cooper
- Emily Berrington als Katie Evans
- Tamla Kari als Lucy
- Freddie Stroma als Ben Thornton-Wild
- Lydia Rose Bewley als Jane
- Oliver Johnstone als Kristian
- Susan Wokoma als Della
- Adam Nagaitis als Pete
- Brad Kannegiesser als Jasper
- Greg Davies als Mr. Gilbert
- Belinda Stewart-Wilson als Polly McKenzie
- David Field als Oom Bryan